# 细瘦胡麻草
细瘦胡麻草（学名：Centranthera tonkinensis）为玄参科胡麻草属下的一个种。种加名 tonkinensis 意为越南“东京的”。